# Чандрапур
Чандрапур је град у Индији у држави Махараштра. Према незваничним резултатима пописа 2011. у граду је живело 321.036 становника.

## Становништво
Према незваничним резултатима пописа, у граду је 2011. живело 321.036 становника.
| 1991.   | 2001.   | 2011.   |
| ------- | ------- | ------- |
| 226.105 | 289.450 | 321.036 |